# Gärtner (cráter)

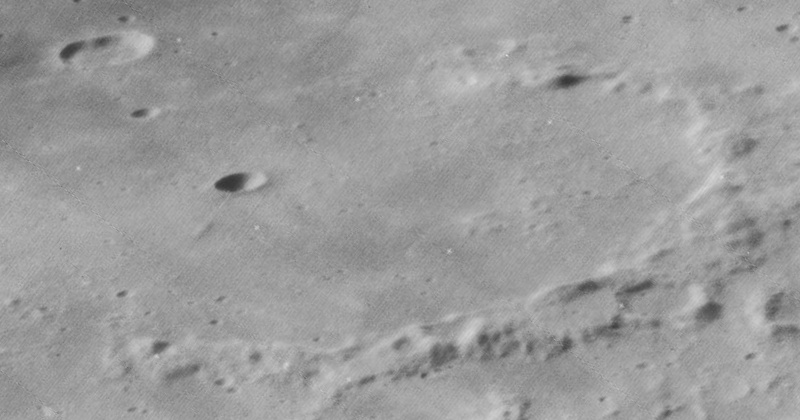
Fotografía de la misión Lunar Orbiter 4 (1967)

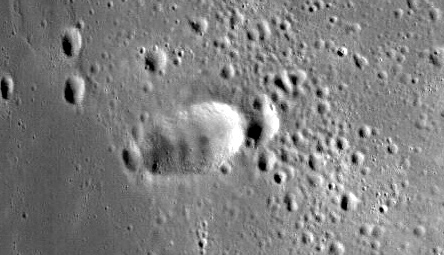
Fotografía de la misión Lunar Reconnaissance Orbiter

Gärtner es el remanente inundado de lava de un cráter de impacto situado en la parte noreste de la Luna, en el extremo norte del Mare Frigoris. La mitad sur de la formación ha desaparecido por completo, quedando únicamente una cuenca semicircular junto al borde del mar lunar. Al norte se encuentra el cráter Democritus.
|  |

Las partes del brocal del cráter que han permanecido están muy desgastadas y erosionadas, con numerosas muescas y hendiduras formadas por impactos pasados. El piso tiene unas ligeras elevaciones en la mitad norte. Una grieta denominada Rima Gärtner se extiende desde el punto medio del cráter hacia el borde noreste en una longitud total de unos 30 kilómetros. El pequeño cráter en forma de cuenco Gärtner D se halla cerca del punto medio entre los dos extremos del borde del cráter.

## Cráteres satélite
Por convención estos elementos son identificados en los mapas lunares poniendo la letra en el lado del punto medio del cráter que está más cerca de Gartner.
|         | \| Gärtner \| Coordenadas \| Diámetro \| \| ------- \| ---------------------------- \| -------- \| \| A \| 60°42′N 37°48′E / 60.7, 37.8 \| 14 km \| \| C \| 59°24′N 31°00′E / 59.4, 31.0 \| 8 km \| \| D \| 58°30′N 33°54′E / 58.5, 33.9 \| 8 km \| \| E \| 61°30′N 43°48′E / 61.5, 43.8 \| 7 km \| \| F \| 57°30′N 30°06′E / 57.5, 30.1 \| 14 km \| \| G \| 59°30′N 39°48′E / 59.5, 39.8 \| 33 km \| \| M \| 55°30′N 37°00′E / 55.5, 37.0 \| 11 km \| |          |
| Gärtner | Coordenadas | Diámetro |
| A       | 60°42′N 37°48′E / 60.7, 37.8 | 14 km    |
| C       | 59°24′N 31°00′E / 59.4, 31.0 | 8 km     |
| D       | 58°30′N 33°54′E / 58.5, 33.9 | 8 km     |
| E       | 61°30′N 43°48′E / 61.5, 43.8 | 7 km     |
| F       | 57°30′N 30°06′E / 57.5, 30.1 | 14 km    |
| G       | 59°30′N 39°48′E / 59.5, 39.8 | 33 km    |
| M       | 55°30′N 37°00′E / 55.5, 37.0 | 11 km    |